# Константиновићи
Константиновићи воде порекло од Обрада Константиновића из Земуна, чији син Александар Константиновић, спахија, се оженио 1842. године Анком Обреновић, кћерком господар Јеврема Обреновића брата кнеза Милоша. Из породице Константиновић која је била у најближем сродству са Обреновићима су Анка Константиновић, рођ. Обреновић, Катарина Блазнавац, рођ. Константиновић вереница кнеза Михаила, касније удата за генерала Миливоја Петровића Блазнавца, пуковник Александар Константиновић, командант Краљеве гарде, чија кћерка је кнегиња Наталија Петровић - Његуш.

## Порекло
Константиновићи воде порекло од Обрада Константиновића из Земуна, војводе јадранске кнежине Анте Богићевића, кнеза Милоша, односно господар Јеврема Обреновића.
Војвода јадранске кнежине (од 1806) Антоније Анта Богићевић, родом из Клубаца, рађевинска кнежина сокоске, односно зворничке нахије, умро 1813. у Лозници. По кћерки Томанији Обреновић, рођ. Богићевић и унуку Милошу Обреновићу, његов праунук је краљ Милан.
Кћерку војводе Антонија Богићевића, Томанију књаз Милош је испросио за свог најмлађег брата господара Јеврема Обреновића.
Унука војводе Анте Богићевића, по кћерки „Свијетлој Госпођи“ Томанији Обреновић, рођ. Богићевић је Анка Константиновић удата за Александра Константиновића, сина Обрада Константиновића и Данице Гвозденовић.

## Потомство Анке Константиновић
Анка Константиновић се удала 1842. године за спахију Александра Константиновића. Кум је вио барон Стеван Дука де Кадар, а стари сват руски конзул Вашченко. Убрзо након венчања, књаз Милош и цела његова породица морали су да напусте Србију. Анка Константиновић је 15 година живела у изгнанству, изван Србије.
Александар и Анка Константиновић, рођ. Обреновић имали су сина пуковника Александра Константиновића, команданта Краљеве гарде и кћерку Катарину Влазнавац, односно Богићевић, рођ. Константиновић.
Александар Константиновић "земљедржац германски", умро је 1853. године у Темишвару, у 47. години живота. Иза њега остала је супруга са троје малолетне деце. Одмах након опела тело му је пренето на имање Герман где је сахрањено.
Кћерка Анке Константиновић Катарина била је вереница и велика љубав кнеза Михаила, са којом се тајно верио дан уочи атентата 29. маја 1868. године. Њој су посвећени стихови популарне староградске песме "Што се боре мисли моје".

### Убиство кнезаМихаила Обреновића
Док је најужи круг Обреновића из 1860-тих. у који су спадали кнез Михаило, госпођа Томанија, њена кћерка Анка и унука Катарина Константиновић шетао 29. маја 1868. Кошутњаком у пратњи кнежевог ађутанта поручника Светозара Гарашанина, сина Илије Гарашанина и брата Милутина Гарашанина, четири брата Радовановића, унуци по мајци китошког војводе проте Николе Смиљанића, кога је отровао Марко Штитарац по налогу кнеза Милоша, извршили су атентат на кнеза Михаила у ком је, осим кнеза, убијена и његова сестра од стрица Анка Константиновић, рођ. Обреновић, а рањени су ађутант Светозар Гарашанин, Катарина Константиновић и госпођа Томанија. Госпођа Томанија, која није остала на месту убиства да види шта се догодило са њеном кћерком и унуком, већ је, иако најстарија, успела да се отргне и отрчи у правцу конака кнеза Милоша, заслужна је за брзу интервенцију државе, којом је спречен државни удар и предухитрени су саучесници атентатора. У Топчидеру се у шетњи налазио Илија Гарашанин, коме су одмах пренели шта је рекла госпођа Томанија, и он, не чекајући, такође да види да ли му је син остао жив, прво што је урадио пожурио је кочијама према центру Београда где је пренео вести и ставио под контролу државну администрацију, полицију и војску. Тако је и поред смрти кнеза Михаила, онемогућена смена династија.
Од Гарашанина ситуацију је преузео у своје руке пуковник, касније генерал Миливоје Петровић Блазнавац, који је највероватније био незаконити син књаза Милоша. Он је заслужан и за довођење кнеза, касније краља Милана у Београд.

### Блазнавци
Блазнавци су породица генерала Миливоја Блазнавца (Блазнава, 16. мај 1824 — Београд, 5. април 1873), намесника кнежевског достојанства и председника министарског савета и Катарине Константиновић, кћерке Анке Константиновић, рођ. Обреновић и унуке господар Јеврема Обреновића.
После смрти кнеза Михаила Обреновића, његова бивша вереница и рођака, Катарина Константиновић удала се за генерала Миливоја Блазнавца.

#### Генерал Миливоје Блазнавац (1824—1873)
Вероватно је генерал Миливоје Блазнавац био ванбрачни син кнеза Милоша. Његова мајку кнез Милош је удао за Петра, трговца из Блазнаве када је већ била у другом стању. У прилог томе ишла је и физичка сличност између књаза Милоша и Блазнавца.
Након убиства кнеза Михаила Обреновића 29. маја 1868. године у Топчидеру, Илија Гарашанин је спречио да завереници преузму власт у држави, али је одлучујућу улогу у заштити државе и династије Обреновић одиграо Миливоје Блазнавац, који је заслужан и за долазак на престо јединог живог мушког потомка Обреновића, кнеза Милана Обреновића, брата од ујака Катарине Константиновић (којом ће се ускоро након овог оженити).
Генерал Миливоје Блазнавац, који је био кнежевски намесник и председник министарског савета и први са чином војног генерала у Кнежевини Србији умро је изненада 1873. и сахрањен је у гробници господар Јеврема Обреновића деде његове жене Катарине.
Генерал Миливоје Блазнавац и Катарина Блазнавац, рођ. Константиновић, имали су двоје деце Војислава Блазнавца и Милицу.

#### Пуковник Војислав Блазнавац (1869—1935)
Пуковник Војислав Блазнавац, син генерала Миливоје Блазнавац и Катарине Блазнавац, рођ. Константиновић, праунук господар Јеврема Обреновића, био је, као и раније његов ујак пуковник Александар Константиновић, командант Краљеве гарде 1920. Био је ожењен Даницом Блазнавац рођ. Рашић (1878-1959), сестричином Алексе Спасића, министра.
Спасића из Смедерева су породица пуковника Татар-Јованче Спасића, сарадника књаз Милоша чији унук је др Мика Поповић, министар. Од Спасића из Смедерева је био Алекса Спасић, министар, члан Напредне странке, економиста, ожењен удовицом грофа Петра Чарнојевића, Ружом Чарнојевић, кћерком капетан Мише Анастасијевића. Алексе Спасића сестричине биле су удате поред пуковника Војислава Блазнавца, за Терзибашића, председника владе Мишу Вујића, Владимира Гарашанина, генерала Зечевића и др.
Стојан Ђ. Спасић био је ожењен Јелисаветом Арсенијевић, кћерком Лазара Арсенијевића Баталаке. Њихове кћерке биле су удате за пуковника Косту Бучовића (њихова кћерка Стана Жујовић, дворска дама жена је проф. др Јована Жујовића), пуковника Александра Симоновића, коморника краљице Наталије, сина проф. др Платона Симоновића, Србина проф. универзитета у Русији и Никифора Јовановића Велеслију, чији син је др Буда Јовановић, министар.
Пуковник Војислав и Даница Блазнавац нису имали деце.

### Богићевићи
После смрти генерала Миливоја Блазнавца Катарина се други пут удала за Михаила Богићевића (1843—1899), министра грађевина, унука војводе Антонија Богићевића, и њеног блиског рођака. Због блиског сродства нису могли да се венчају у Србији, већ су се венчали у Мађарској. Касније су живели у Београду на Теразијама. После смрти Михаила Богићевића, Катарина Богићевић живела је са сином Војиславом Блазнавцем. Умрла је у Нишу, где је њен син био службом, као официр.

### Пуковник Александар Константиновић (1848—1914)
Син Анке Константиновић, рођ. Обреновић је пуковник Александар Константиновић (1848-1914), командант Гарде краља Александра I Обреновића у периоду од 1892 до 1900 године. Био је ожењен Милевом Опујић из Трста, кћерком Александра Опујића и Марије Бошковић, кћерке Рајка Бошковића и Маре Никчевић. Ујак Милеве Опујић Николај Нико Бошковић (Дубровник, 1829-1896), био је један од најбогатијих Дубровчана. Са братом Божом Бошковићем трговао је, а касније је улагао у дубровачку паробродарску пловидбу. Браћа Бошковићи су поклонили плац у центру старог Дубровника за изградњу српске православне цркве и основали су српску школу у Дубровнику. Новчано су помагали устанак Срба у Херцеговини 1871. Николај Нико Бошковић поклонио је Народној библиотеци у Београду више драгоцених рукописних књига, као и старих штампаних српских књига. Тестаментом је оставио 12000 форинти у фонд за српске ђаке који се школују на вишим школама. Пошто се није женио, за наследницу је одредио Милеву Константиновић, рођ. Опујић.
Пуковник Александар Константиновић и Милева Константиновић, рођ. Опујић имали су сина Владимира Константиновића и кћерку Наталија Константиновић.

### Капетан Владимир А. Константиновић
Капетан Владимир Константиновић био је официр, око 1900. оженио се једном Американком и са њом је од тада живео у њиховом замку у Нормандији. После смрти прве жене оженио се Францускињом са којом је имао сина

### Петровићи Његоши
Кћерка пуковника Александра Константиновића, Наталија „Лилика“, удала се за сина краља Николе кнеза Мирка Петровића Његуша, војводу Грахова и Зете, руског кандидата за српски престо после Мајског преврата 1903. Замисао краља Николе била је да се уједине српске династије.
Кнез Мирко Петровић Његуш и кнегиња Наталија Петровић Његуш, рођ. Константиновић имали су пет синова Стефана, Станислава, Михаила, Павла и Емануила. Њихов син Михаило постао је наследник престола, а унук је данашњи претендент на црногорски престо и једини мушки потомак краљевске куће Петровић-Његош, кнез Никола Петровић - Његуш.

#### Кнез Михаило М. Петровић Његош, војвода од Грахова и Зете
Кнез Михаило Петровић Његош, војвода од Грахова и Зете био је син кнеза Мирка Петовића Његуша и кнегиње Наталије Петровић Његуш, рођ. Константиновић. Највероватније добио име по кнезу Србије Михаилу, ујаку своје мајке. Његов син је данашњи претендент на црногорски престо кнез Никола Петровић Његош

### Ерембо де Дидзел
Наталија је у другом браку са белгијским грофом Гастоном Ерембо де Дидзел (count Gaston Errembault de Dudzeele, 1877-1961) кћерку Јелену (Hélène, 1921-2006) и Ану (1922—1984).

### Германи
Анка Константиновић је имала и ванбрачну кћерку Симеону са Јоаникијем Јанаћком Германом, удовцем, који је био ожењен Анкином рано преминулом сестром Симеоном Симком Герман, рођ. Обреновић.

### Лаховари
Анкина кћерка Симка Лаховари, рођ, Герман-Обреновић, живела је највећи део живота у Румунији, где се удала за Александра Лаховарија (1841—1897) из румунске бољарске породице грчког порекла. Александар Лаховари, син Николе Лаховарија, потпредседника Народне скупштине Влашке (1865), био је министар правде Влашке (1870, 1873-1876), министар прољопривреде, индустрије и трговине (1888—1889), министар спољних послова Румуније (1889-1891). Породица Лаховари живела је у Букурешту код Беле цркве, на делу улице која је носила име Александра Лаховарија. Имали су и у Београду Палату Лаховари у Кнез Михајловој улици, коју је касније Симка поклонила држави и где се налазио Филозофски факултет. Симка Лаховари умрла је од колере 1915. негујући рањенике из рата..
Александар и Симка Лаховари имали су сина Јована (Јон) Лаховарија, дипломату и кћерку која се звала као и мајка Симеона - Симка.
Симеона - Симка Лаховари кћерка Симеоне Лаховари, унука Анке Константиновић, рођ. Обреновић и Јонаикија Германа и праунука господар Јеврема Обреновића, била је дворска дама и интимна пријатељица румунске краљице Марије. Њена сестра од стрица била је позната принцеза Марта Бибеско (1886—1973).

## Занимљивости
Девојке из куће Константиновића извесно су биле најтраженије владарска удавача у кругу српских династија у Србији и Црној Гори.
По сведочанству краља Петра Карађорђевића, кнез Михаило, који се много касније верио са Катарином, у почетку је иницирао предлог за измирење династија Обреновић и Карађорђевић венчањем кнеза Петра (будућег краља Петра Првог), сина Александра Карађорђевића са сестричином кнеза Михаила, Катарином Константиновић, унуком господара Јеврема Обреновића. Деца из брака кнеза Петра Карађорђевића и Катарине Константиновић би после смрти кнеза Михаила дошла на српски престо. До ове понуде дошло је пре 1863 када је Кнез Михаило ушао у траг једној карађорђевићевској завери за коју се мислило да је новчана средства дала кнегиња Персида за коју се тврди да је била противна измирењу династија и женидби њеног сина са Катарином Константиновић, на начин који је предложио кнез Михаило.
Касније се кнез Михаило тајно 1868. верио са Катарином Константиновић иако је она била његова блиска рођака, сестричина у другом колену. Она се касније удаје за првог намесника кнежевског достојанства и највероватније ванбрачног сина књаза Милоша генерала Миливоја Блазнавца, а потом опет за рођака Михаила Богићевића.
Њена братаница Наталија Константиновић удаје се за црногорског кнеза Мирка Петровића, сина краља Николе.

## Сродство
Константиновићи су део породице Обреновић, а у сродству су са краљевским домом Петровићима - Његуш, Богићевићима, Блазнавцима, као и другим породицама које су у сродству са Обреновићима, Бајићима од Варадије, Николићима од Рудне, Алексићима од Мајине, Германима, Хадијама, као и белгијским грофовима Ерембо де Дудзел (Errembault de Dudzeele) и др.